# Under Cover Music Group
Under Cover Music Group, besser bekannt als UCMG, war ein Techno-Label mit Sitz in Neckargemünd, das von 1992 bis 2003 bestand.
Gegründet wurde UCMG 1992 von Joachim Keil, Konrad Best und Horst Abel. Unter dem Dach von UCMG existierten mehrere Sub-Labels. 2001 fand eine Umstrukturierung zur AG statt um nach Aussage von Joachim Keil in Europa die größte Infrastruktur eines Independent-Labels zu errichten. Das Ziel konnte nicht erreicht werden, denn 2003 geriet UCMG in finanzielle Schwierigkeiten und meldete Insolvenz an. Die Übernahme der meisten Sub-Labels geschah 2004 durch die daredo GmbH.
Der Vertrieb erfolgte mehrheitlich über Intergroove sowie über den Webshop humpty.

## Entwicklung der UCMG
1992
Das Unternehmen wurde als „Wohnzimmerfirma“ von Joachim Keil, Konrad Best und Horst Abel in Neckargemünd bei Heidelberg gegründet. Zu diesem Zeitpunkt hieß die Firma noch „Under Cover Musikagentur“. Im Vordergrund stand das Produzieren im eigenen Tonstudio. Im August wurde das erste eigene Vinyl-Label Time Unlimited ins Leben gerufen, anfangs noch in Zusammenarbeit mit Frank Rohnacher (Humpty Heidelberg).
1993
Nach Veröffentlichungen von Produktionen des Studios auf Sony, ZYX Music expandierte das Drei-Mann-Unternehmen. Das Label Noom Records, welches mit dem A&R Commander Tom betrieben wurde, entstand und die erste CD-Compilation wurde veröffentlicht. Horst Abel verließ das Unternehmen, um sich mehr seinem „Terminal“-Projekt (einem Geschäft in Heidelberg) widmen zu können.
1994
Alexander Hendorf stieß hinzu, zunächst als Artist & Repertoire Manager (A&R) von Plastic City. Die Booking-Agentur urgent contact wurde gegründet. Zu diesem Zeitpunkt wurden neben der Tonträgerproduktion die Grundsteine der Prosoniq Products Software gelegt. Die unabhängige Grafikagentur „uc graphic“ entstand, mit der fast ausschließlich zusammengearbeitet wurde. Der DJ Bassface Sascha startet auf UCMG sein Jungle-Label Smokin Drum, was international und vor allem in England Tonträger verkaufte.
1995
Die Firma wurde 1995 in „Under Cover Music Group“ umbenannt (kurz: UCMG Germany) und in eine GmbH & Co. KG. umgewandelt. Die UCMG Germany bezog kurz darauf ein neues Firmengebäude in der Altstadt von Neckargemünd. Tom Wax startet mit UCMG Germany das Label Phuture Wax. Der hauseigene Musikverlag UCM Music Publishing wurde gegründet und der Einstieg in die DJ-Einzelhandelskette „Humpty Records“ (mit insgesamt sechs Niederlassungen) gestartet. Im selben Jahr fand die Gründung von UCMG UK in London und UCMG New York in Manhattan statt. Das Wachstum des Unternehmens wurde 1995 unterbrochen, als der damalige Vertrieb MMS Euro Konkurs ging. Die dadurch entstandenen finanziellen Verluste konnten jedoch aufgefangen werden. Um zukünftig finanzielle Sicherheit und Unabhängigkeit zu gewährleisten, wurde der eigene Vertrieb Intergroove Germany in Frankfurt am Main mit Ralf Zintel (heute: Ralf Reichert) gegründet, einen Vertreiber im Dance-Bereich. Kurze Zeit später wurden Intergroove UK in London und Intergroove US in New York City gegründet. Grundidee dieses Vertriebssystems war ein labelspezifischer Vertrieb der sich nicht auf Import/Export beschränkte. Intergroove betrieb demnach nicht nur (wie die meisten herkömmlichen Vinylvertriebe) einen reinen An- und Verkauf, sondern baute gezielt Trademarks auf. UCM Music Publishing und EMI Publishing Germany schlossen einen langfristigen Co-Publishing-Vertrag ab. In London (Covent Garden) wurde der erste eigene Plattenladen Eukatech eröffnet.
1996
1996 wurde die Prosoniq Products Software GmbH in Karlsruhe – als Hersteller für Software auf Basis neuronaler Netze. Mit dem Track „Back on Plastic“ von AWeX konnte der erste Chart-Erfolg (Platz 32) von UCMG in Zusammenarbeit mit Universal Music (ehemals MCA) erreicht werden. Die CyWare Neue Medien GmbH wird gegründet: eine Medienagentur mit den Schwerpunkten Internet, Multimedia, Virtual Reality und 3D. In England wurde ein Verlag mit dem Namen Under Cover Publishing gegründet. In der Zwischenzeit gründete Intergroove Germany zusammen mit einem lokalen Partner eine Tochterfirma in Spanien (Intergroove Spain - Madrid). AWeX erreichte mit dem Track „Wicked Plasticmen“ erneut die Charts und in England unterzeichnete Jesse Saunders mit UCMG UK einen Labeldeal für sein Label Just Say House. Die UCMG-Struktur wuchs in weiteren Ländern durch Firmengründungen in Ungarn (UCMG Hungary, Intergroove Hungary - Budapest) und in Frankreich (UCMG France - Paris). Intergroove UK gründete in London eine Tonträgerherstellungsagentur mit dem Namen Cutgroove UK. In New York wird UCNY Music Publishing eröffnet und in Madrid ein Plattenladen.
1997
1997 wurde die „Pressagentur“ Cutgroove Germany als Agentur für Tonträgerherstellung in Deutschland gegründet. Die hausinterne Promotion- und Marketingabteilung wurde aufgebaut. Daraufhin kam es zum bislang größten Erfolg in der Firmengeschichte: mit Paris Red – Love Hurts gelang der erste eigene Chart-Erfolg über Intergroove Germany. In Oslo wurde mit einem bereits am Markt etablierten Partner Intergroove Norway gegründet. In der Firmenzentrale wurde ein hauseigenes Masteringstudio aufgebaut. Anschließend wurde die Marke des Labels Harthouse übernommen. In Budapest wurde ein Musikverlag mit dem Namen UCP Hungary ins Leben gerufen. In Neckargemünd wurde ein eigener Schallplattenladen (Proton) eröffnet.
1998
Die Tochterfirma Prosoniq Products Software GmbH stellte ihre neueste Entwicklung vor, die so genannte „Prosoniq Pandora Music Decomposition“-Software. Mit dieser Software kann ein fertig aufgenommener Musiktitel beziehungsweise ein komplexes Klanggemisch wieder in seine einzelnen Klangkomponenten zerlegt werden oder eine Stimme nachträglich aus einem Titel herausgerechnet werden. In Zusammenarbeit mit der Firma China Consult gelang es, als erstes Unternehmen von Deutschland aus mit einem chinesischen Verlagshaus in Peking ein Lizenzgeschäft aufzubauen. Im Frühjahr wurden daraufhin fünf CD-Alben direkt in China hergestellt und vermarktet. Im August gelang mit DePhazz - Hero Dead and Gone ein weiterer Charteinstieg in Deutschland (Platz 54 der deutschen Singlecharts). UCMG Hungary platzierte sich mit der Gruppe Anima Sound System auf Platz 1 der ungarischen Charts. Im November veröffentlicht UCMG Germany mit der Veröffentlichung von Kurtis Blow – The Breaks '98 die eintausendste Katalognummer. Cutgroove UK und Cutgroove Germany wurden die exklusiven Partner des Vinyltonträger-Presswerks Record Industry (das frühere Sony Europe Presswerk) in Holland. In Spanien wurde der Sitz von Intergroove Spain nach Barcelona verlegt. UCMG New York baut eine eigene Promotionabteilung auf. Gleichzeitig begann Intergroove US in New York mit dem Aufbau eigener CD-Verkaufsstrukturen.
1999
Die holländische Plattenfirma Vernoth/United Recordings und UCMG Germany schlossen gegenseitig einen „First Option Deal“ ab. In der Folge wurden in den Benelux-Staaten Tonträger von DePhazz und Liquid Child und in Deutschland von Laidback Luke und Jark Prongo veröffentlicht. Sony Dance Pool und UCMG Germany zogen mit System F. – Out of the Blue in die Media Control Charts ein. UCMG Hungary erreichte mit Anima Sound System abermals die Topplatzierung der ungarischen Charts. Intergroove Brazil in Rio de Janeiro wurde zunächst als lokaler Plattenladen gegründet. Energetic Records aus der Schweiz sowie das Label Groove On aus Miami (USA) schlossen Label-Verträge mit UCMG Germany ab. Energetic Records nahm in der Schweizer Technoszene eine Ausnahmestellung ein und über Groove On wurde George Morel unter Vertrag genommen. Die Anteile an der Cyware Neue Medien GmbH wurden verkauft. Gleichzeitig wurde eine neue, eigene Internetabteilung aufgebaut, die eine zentrale Rolle beim weiteren Ausbau der bisher erreichten Marktposition übernehmen sollte. Mit der Gruppe Liquid Child – Diving Faces gelang der erste Chart-Erfolg in England.
2000
In Paris wurde der Musikverlag UCP France gegründet. Die Firma Toyota verwendete in ihrer europaweiten Werbekampagne für die Markteinführung eines neuen Sportwagens den Song The Mambo Craze von der Gruppe De-Phazz. Der Co-Verlagsvertrag zwischen EMI Publishing Germany und UCM Music Publishing wurde erneuert. Intergroove Denmark nahm in Kopenhagen die Geschäfte auf. Intergroove UK gelang (in Kooperation mit dem Vertriebslabel Hope) mit Rising High Collective – A Fever Called Love zum ersten Mal ein Chart-Erfolg in den offiziellen UK-Verkaufscharts. UCMG Germany unterzeichnete für die Labels MixTrax und Galvanic neue Vertriebsverträge mit Connected (Deutschland) und TBA (Schweiz). UCMG Germany stieg als Gesellschafter bei der Plattenfirma Beats and Friends ein. Außerdem wurde der Verlag Beats for Friends gegründet. Beats for Friends schloss ebenfalls einen Co-Verlagsvertrag mit EMI Publishing Germany ab. Energetic Records und UCMG Germany in Kooperation veröffentlichten in der Schweiz die Energy 00 Kompilation (vertrieben über Warner Music Switzerland) und stießen dort bis auf Platz 2 der offiziellen Schweizer Verkaufscharts vor. Für mehr als 25.000 verkaufte Einheiten bekam die UCMG Germany daraufhin die erste 'Goldene Schallplatte' in Zürich verliehen. UCMG UK verzeichnete mit Killin' Me von Timo Maas, vertrieben über Intergroove UK, den Chart-Entry (Platz 86) in den UK-Verkaufscharts. In Ungarn stieg Yonderboi mit seinem Album Shallow and Profound bis auf Platz 48 der Album-Charts. Auch in Deutschland gab es weitere Charts-Platzierungen. Zum einen gelang es Intergroove Germany mit dem Vertriebslabel Cocoon (Sven Väth in the Mix), Platz 28 der offiziellen Kompilation Charts zu belegen. Zum anderen erreichte die UCMG Germany in Zusammenarbeit mit Sony Dance Division mit Free von Ultra Platz 62 der Media Control Charts. Damit konnte die UCMG-Struktur im Jahr 2000 erstmals sechs europäische Chartplatzierungen vorweisen. In Paris wurde eine „Pressagentur für Vinyl- und CD-Herstellung“, Cutgroove France, gegründet.
2001
Die Under Cover Music Group GmbH and Co. KG (UCMG Germany) wurde im Laufe des Jahres in die UCMG Europe AG umgewandelt. Die neue UCMG Europe hatte im Wesentlichen drei Geschäftsfelder (Beteiligungen, europäische Verwaltung, strategische Planung des Kerngeschäfts). Gleichzeitig wurden die Aktivitäten der Plattenfirma in zwei neue Tochterfirmen (UCMG Germany und UCMG Proton) ausgelagert. Während die neue UCMG Germany fortan Labels wie Mole Listening Pearls, Harthouse, Audio, Plastic City usw. betreute, die im Laufe der letzten Jahre zu bekannten Marken aufgebaut worden waren, konzentriert sich die UCMG Proton zunehmend auf kommerzielle Danceprodukte (Labels: Reef, Groove On, Time unlimited, Planetary Consciousness, Noom, Energetic); mit Proton Records und Luxury House entstanden zwei weitere Labels mit Chartpotential. Des Weiteren wurde in der UCMG Media, eine Abteilung der UCMG Europe, die Verwaltung der einzelnen Plattenfirmen zentralisiert. So konnten europäische Lizenzanfragen zukünftig zentral bearbeitet und die Zusammenarbeit mit Majorfirmen und branchenfremden Kooperationspartnern erleichtert werden. In Holland konnte der seit 1999 bestehende „First Option Deal“ mit Vernoth/United nicht mehr verlängert werden. In dem daraus entstehenden Vakuum stellte UCMG Europe Überlegungen an, wie das Potential des holländischen Marktes weiter ausschöpft werden konnte. Im Oktober wurde daraufhin mit holländischen Partnern die UCMG Holland gegründet. Im Laufe des Jahres konnten die Chart-Erfolge im Vergleich zum Vorjahr (unter anderem mit Titeln von Eminem, Kool & the Gang, Mauro Picotto, Commander Tom) mehr als verdoppelt werden. UCMG UK wurde in London auf den „Official UK Music Awards“ für die Labels Eukatech/Eukahouse als „Independent Label des Jahres“ ausgezeichnet. Prosoniq Products beteiligte sich an der Firma Hartmann. Diese entwickelte und baute ein neues Musikinstrument – den so genannten Neuron Synthesizer. Dieser Synthesizer war das erste Instrument weltweit, welches mit Hilfe von neuronalen Netzen Klänge erzeugen konnte. In New York kamen durch den Anschlag auf das World Trade Center die Geschäftstätigkeiten bei Intergroove US und UCMG New York für fast zwei Monate vollständig zum Erliegen. Beide Büros befanden sich etwa 400 Meter vom Unglücksort entfernt. Über mehrere Monate hinweg konnten keine Umsätze getätigt werden. Noch im Dezember 2001 hinkten die Umsätze deutlich hinter den Zahlen vor dem 11. September hinterher, da die Kauflust in Amerika und speziell an der Ostküste beeinträchtigt war.
2002
Alle UCMG-Repertoiregesellschaften waren zu Einsparungen gezwungen. Gründe hierfür lagen unter anderem in Amerika, denn teilweise wurden bis zu einem Drittel aller Tonträger in Amerika verkauft. Erschwerend kam im Frühjahr hinzu, dass sich die allgemeine wirtschaftliche Lage in den Industrienationen im Allgemeinen und in der Medienwirtschaft im Speziellen verschlechterte. Die Repertoiregesellschaft Beats & Friends stellte ihre Geschäftstätigkeit ein. Aufgrund einer differenzierten Zukunftsplanung (die UCMG Gruppe wollte innerhalb der nächsten Monate eine europäische Lagerhaltung und Logistik errichten) sowie Differenzen in der Preispolitik gegenüber dem Handel, verkaufte zunächst UCMG UK ihre Minderheitsbeteiligung an Intergroove UK. Wenig später trennte sich die UCMG Europe AG von ihren Intergroove Germany-Anteilen. Die Beteiligung von Intergroove Germany an Intergroove US wurde von der UCMG Europe AG übernommen. Gleichzeitig wurde in Deutschland ein neuer Vertrieb namens Fine Audio Distribution GmbH ins Leben gerufen. Fine Audio Distribution vertrieb zum einen die UCMG Tonträger in Deutschland, zum anderen organisierte er die europäischen Warenströme der UCMG sowie den Export. Dabei kooperierte der neue Vertrieb in Deutschland bei dem Format CDs mit Soulfood (Verkauf und Außendienst) und Sony (Logistik). Vinyltonträger und Export hingegen wurden über ein eigenes Verkaufsteam angeboten. Intergroove US wurde in Fine Audio Distribution USA umbenannt. In England wurde eine neue Partnerschaft mit der in London ansässigen Vertriebsfirma Prime Distribution eingegangen. Während Prime fast den gesamten Katalog der UCMG in England vertrieb, konnte ein Großteil der Vertriebsprodukte von Prime in Deutschland nun über Fine Audio Distribution bezogen werden. Mit der Film- und Medienfirma MAWA (Potsdam) wurde für das neue Format DVD ein Vertriebsvertrag abgeschlossen. MAWA hatte mehrere deutsche Rechte an internationalen Filmen (Cube, The Sixth Sense, American Pie – Wie ein heißer Apfelkuchen). Daneben produzierte MAWA eine Vielzahl von DVDs im Musikbereich (Die Toten Hosen, Herbert Grönemeyer, Rockpalast).
2003
Immer noch angeschlagen durch die Entwicklungen seit dem 11. September 2001, die mit Zeitverzögerung den europäischen Teil der UCMG durch die internen Verflechtungen und Waren- sowie Finanzströme getroffen hatte sowie durch neu auftretende Probleme unter anderem mit der Firma MAWA, kam es zu größeren finanziellen Schwierigkeiten, sodass im April 2003 ein Insolvenzantrag für die UCMG Europe AG und einige Tochterfirmen gestellt wurde.
Im Sommer 2003 übernahm die Firma Holophon (zu dem Zeitpunkt: Mole Music) einen Großteil der Rechte der ehemaligen UCMG-Gruppe vom Insolvenzverwalter der UCMG-Gruppe. Im Frühjahr 2004 kam es aus nicht näher bekannten Gründen zur Rückabwicklung des Kaufvertrages zwischen der Holophon und des Insolvenzverwalters. Kurz darauf kaufte die neu gegründete Firma daredo aus Mannheim unter der Leitung von Joachim Keil diese Rechte. Diverse ehemalige UCMG-Firmen blieben weiterhin aktiv – später jedoch als eigenständige Firmen. Beispiele hierfür sind Intergroove Germany, Intergroove UK (Konkurs im Jahr 2007), UCMG France (später Under Cover France), UCMG Hungary (später Ugar), Prosoniq Products und UCM Publishing (später daredo publishing).

## Sublabels
Im Tross der UCMG befanden sich über 50 Sublabels, darunter
- Compressed, A&R anfangs Michael Burkat, ab 2004 Felix Kröcher
- Fine Audio Recordings (ehemals Audio), bis 1999 Chris Liebing als A&R, 1999 bis 2002 Michael Burkat als A&R
- Harthouse, Übernahme 1999
- Mole Listening Pearls
- Monoid, A&R seit 1997 Len Faki und Jost Gerischer, ab 2004 Alex Flatner
- Noom Records, A&R durch Commander Tom
- Phuture Wax, A&R durch Tom Wax
- Plastic City
- Time Unlimited